# ウィリアム・ゴパッラワ
ウィリアム・ゴパッラワ（シンハラ語: විලියම් ගොපල්ලව, タミル語: வில்லியம் கோபள்ளவா, 英語: William Gopallawa, 1896年9月17日 - 1981年1月31日）は、英連邦王国の自治領セイロンの最後の総督であり、独立後のスリランカの初代大統領である。

## 生涯
1896年9月17日、イギリス領セイロンのマータレーにおいてキャンディ王国の貴族に連なる名家の家系に生まれた。1926年のマータレーの市議会選挙で政界入りを果たす。セイロンは第二次世界大戦を経て事実上の独立を果たすものの、1972年の共和制移行までは名目上はエリザベス2世を女王に抱く英連邦王国の一員であり、ゴパッラワは首相のシリマヴォ・バンダラナイケの指名により、1962年から1972年にかけて、総督としての任にあたった。
1972年の共和制移行によりスリランカが名実ともに独立すると、ゴパッラワはそのまま初代大統領に就任した。ただし、当時のスリランカは議院内閣制であり、大統領は国家元首ではあるものの象徴に近く、その権限は限られていた。1978年にスリランカが大統領制に移行するとともにゴパッラワは退陣、ジュニウス・リチャード・ジャヤワルダナが第2代大統領へと就任した。